# Neobisium inaequale
Neobisium inaequale – gatunek zaleszczotka z rodziny Neobisiidae.

## Taksonomia
Gatunek ten opisany został po raz pierwszy w 1930 roku przez Ralpha Vary’ego Chamberlina. Jako miejsce typowe wskazano wschodnie Węgry. W podrodzaju nominatywnym rodzaju Neobisium umieszczony został w 1932 roku przez Maxa Beiera. 

## Morfologia
Zaleszczotek ten ma niepodzielone tergity i sternity oraz wszystkie cztery pary odnóży krocznych pozbawione kolców na biodrach oraz zwieńczone dwuczłonowymi, podzielonymi na metatarsus i telotarsus stopami. Na prosomie (głowotułowiu) występują dwie pary oczu zaopatrzonych w soczewki. Szczękoczułki zwieńczone są szczypcami; ich palec ruchomy ma kilka ząbków i nie występuje na nim rozgałęziona galea; szczecinka galealna osadzona jest przedśrodkowo. Szczękoczułki zaopatrzone są w rallum, którego pierwsze dwie lub trzy blaszki są na przedzie drobno ząbkowane. Nogogłaszczki zaopatrzone są w szczypce, na których palcach znajdują się ujścia gruczołów jadowych; ich palec ruchomy jest wyraźnie dłuższy od nieruchomego. Palec nieruchomy nogogłaszczków ma osiem trichobotrii, z których trichobotrium ist osadzone jest zaśrodkowo, bliżej trichobotrium it niż trichobotrium ib. Ruchomy palec nogogłaszczków ma cztery trichobotria. Rzepka nogogłaszczków jest zmodyfikowana i nie zachowuje tulipanowatego kształtu. Opistosoma (odwłok) ma na błonach pleuralnych ziarnistą rzeźbę.

## Ekologia i występowanie
Pajęczak ten należy do fauny epigeicznej.
Gatunek palearktyczny, endemiczny dla Europy Środkowej, znany wyłączenie ze Słowacji i Węgier.